# Халькозин
Халькози́н (др.-греч. χαλκός — медь), ме́дный блеск, халькоци́т — минерал из класса сульфидов, сульфид меди(I). Химический состав — Cu2S.
Содержание меди (Сu) составляет 79,8 %, серы (S) — 20,2 %.
Обычно в виде зернистых и плотных выделений. Цвет свинцово-серый до черного. Черта — тёмно-серая до черной. Спайность совершенная по {110}. Блеск металлический. Твёрдость — 2 -3; плотность — 5,5—5,8 г/см³. Слабо ковкий. Используется для выплавки меди. Образуется в гидротермальных зонах вторичного сульфидного обогащения. Ассоциирует с ковеллином.

## Фотографии

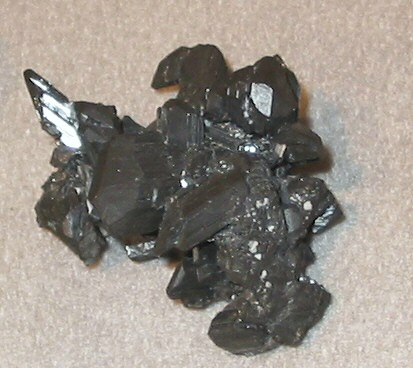
Халькозин, Hartford Co., США